# Pączew
Pączew – wieś w Polsce położona w województwie mazowieckim, w powiecie grójeckim, w gminie Mogielnica.
W latach 1975–1998 miejscowość administracyjnie należała do województwa radomskiego.
Przez miejscowość przepływa rzeczka Lubjanka, lewobrzeżny dopływ Pilicy.